# František Bartoš (ethnomusicologue)
Pour les articles homonymes, voir František Bartoš.
František Bartoš, né le 16 mars 1837 à Mlatcová près de Zlín et mort le 11 juin 1906 dans cette même ville, est un ethnomusicologue morave.

## Biographie
Instituteur, il publie d'importants recueils de chansons traditionnelles moraves entre 1873 et 1901.
Sa correspondance avec Leoš Janáček a été publiée à Gottwaldov en 1957 sous la direction de T. Srtaková.